# Conrad Néobar
Conrad Néobar, mort en 1540, est un correcteur, éditeur et imprimeur parisien de la Renaissance.

## Biographie
Originaire de Kempis-Vort, dans le diocèse de Cologne, Conrad Néobar gagne Paris à une date indéterminée.
Brillant helléniste, il exerce d'abord comme correcteur dans l'imprimerie de Chrétien Wechel, où il est en activité en 1535. Après un projet (apparemment avorté) de mariage avec la fille de ce dernier, Néobar épouse finalement en mai 1536 Émonde Thouzat, nièce du lecteur royal Jacques Thouzat (dit Toussain).
Le 17 janvier 1539, il est naturalisé par le roi François Ier, qui le nomme « imprimeur royal pour le grec » et finance la création de son imprimerie : Conrad Néobar se voit ainsi officiellement chargé par la couronne de la publication des éditions grecques nécessaires au cours du collège des lecteurs royaux, en étroite collaboration avec Thouzat. Sa première publication paraît en mai 1539. Grâce à une subvention du trésor royal, Néobar commande à Claude Garamont la création d'un premier caractère grec, désigné comme une « typographia regia » (typographie royale), qui voit le jour en juin 1540 (donc bien avant les célèbres Grecs du Roi).
Néobar meurt à l'automne 1540, après moins de deux années d'exercice. Philippe Renouard lui attribue une quinzaine de publications. Un an après sa mort, sa veuve épouse l'imprimeur Jacques Bogard qui reprend l'activité de l'atelier.